# State Parks in New Jersey
Dies ist eine Liste der State Parks im US-Bundesstaat New Jersey. Die Verwaltung erfolgt durch die New Jersey Division of Parks and Recreation.
| Name                                  | Lage                                                                    | Errichtet | Erhaltungszustand und heutige Nutzung | Größe      | Bild |
| ------------------------------------- | ----------------------------------------------------------------------- | --------- | --- | ---------- | ---- |
| Allaire State Park                    | Monmouth County                                                         | 1940      | | 12,97 km²  |      |
| Allamuchy Mountain State Park         | Sussex County, Warren County, Morris County                             | 1966      | | 36,79 km²  |      |
| Barnegat Lighthouse State Park        | Ocean County                                                            | 1951      | | 0,13 km²   |      |
| Cape May Point State Park             | Cape May County                                                         | 1964      | | 0,99 km²   |      |
| Capital State Park                    | Trenton im Mercer County                                                | 1964      | |            |      |
| Cheesequake State Park                | Middlesex County                                                        | 1932      | | 6,5 km²    |      |
| Corson’s Inlet State Park             | Cape May County                                                         | 1963      | Letzter ursprünglicher Strand in New Jersey, beheimatet unter anderem die bedrohten Arten Gelbfuß-Regenpfeifer und Amaranthus pumilus | 1,38 km²   |      |
| Delaware and Raritan Canal State Park | Counties Middlesex, Somerset, Mercer und Hunterdon                      | 1974      | |            |      |
| Double Trouble State Park             | Ocean County                                                            | 1964      | |            |      |
| Edison State Park                     | Edison, damaligen Area Menlo Park                                       |           | |            |      |
| Farny State Park                      | Rockaway Township, Morris County                                        |           | Der Farny State Park ist ein Habitat für den Streifenkauz und den Rotschulterbussard | 19,69 km²  |      |
| Fort Mott State Park                  | Salem County                                                            | 1951      | Freilicht-Museum, NRHP-Nr. 78001793, saisonaler Fährbetrieb zum Fort Delaware | 0,50 km²   |      |
| Hacklebarney State Park               | Morris County                                                           | –         | |            |      |
| High Point State Park                 | Sussex County                                                           | 1923      | | 65,12 km²  |      |
| Hopatcong State Park                  | Sussex County                                                           | –         | | 0,66 km²   |      |
| Island Beach State Park               | Ocean County                                                            | 1953      | | 12,15 km²  |      |
| Kittatinny Valley State Park          | Sussex County                                                           | 1994      | Der Park verfügt über 4 große Angelseen und einen Flugplatz des New Jersey Forest Fire Service, der auch von Privatflugzeugen genutzt werden kann. | 22,89 km²  |      |
| Liberty State Park                    | Jersey City, Hudson County                                              | 1976      | Vom Park aus hat man einen guten Blick auf die Skyline von New York, die Freiheitsstatue und Ellis Island. Im nördlichen Teil des State Parks befindet sich das Central Railroad of New Jersey Terminal. Auch das Liberty Science Center und das Empty Sky Memorial das an die Anschläge am 11. September 2001 erinnert |            |      |
| Long Pond Ironworks State Park        | Passiac County                                                          | 1987      | |            |      |
| Monmouth Battlefield State Park       | Monmouth County                                                         | –         | |            |      |
| Parvin State Park                     | Salem County                                                            | 1931      | |            |      |
| Pigeon Swamp State Park               | Middlesex County                                                        | 1974      | |            |      |
| Princeton Battlefield State Park      | Mercer County                                                           | –         | |            |      |
| Rancocas State Park                   | Burlington County                                                       | 1965      | |            |      |
| Ringwood State Park                   | Passiac County                                                          | 1937      | | 17,98 km²  |      |
| Stephens State Park                   | Morris County                                                           | 1937      | | 3,26 km²   |      |
| Swartswood State Park                 | Sussex County                                                           | 1915      | Im Park können neben vielen Arten von Wasservögeln auch Weißkopfseeadler beobachtet werden. | 14,0 km²   |      |
| Voorhees State Park                   | Lebanon Township, Hunterdon County                                      | 1929      | Die New Jersey Astronomical Association unterhält im Park das Paul Robinson Observatory mit einem 66-cm-Cassegrain-Teleskop | 5,41 km²   |      |
| Washington Crossing State Park        | Mercer County                                                           | –         | | 14,47 km²  |      |
| Washington Rock State Park            | Somerset County                                                         | 1913      | | 0,21 km²   |      |
| Wawayanda State Park                  | Vernon Township (New Jersey) Sussex County, West Milford Passiac County | 1960      | Im Park verfügt über 97 km Wanderwege, 32 km davon bilden ein Teilstück des Appalachian Trails | 143,76 km² |      |